# حرفی‌عددی
حرفی‌عددی اصطلاحی در برنامه‌نویسی است و به رشته‌هایی گفته می‌شود که ترکیبی از الفبا و/یا اعداد باشند. برای نمونه از میان حروف تعریف شده در استاندارد ASCII، نشانه‌های 0 تا 9، a تا z و A تا Z حرفی‌عددی محسوب می‌شوند.
در برخی از کاربردها، حرفی‌عددی — علاوه موارد بالا — نشانه‌های سجاوندی را نیز در بر می‌گیرد.